# Mauritz af Huss
Olof Mauritz af Huss född 16 december 1806, död 30 september 1872 i Härnösand, var en svensk häradshövding, fotograf och silhuettklippare.
Han var son till ryttmästaren Fredrik Johan är Huss och Regina Elisabet Berndtsson. Huss blev student vid Uppsala universitet 1822 och avlade hovrättsexamen 1826. Efter studierna arbetade han som häradshövding i Härnösand. Vid sidan av sitt arbete var han verksam som silhuettklippare och från 1860-talet även som fotograf. De flesta klippen han utförde är på personer från bekantskapskretsen i Härnösand. Han var representerad i utställningen Skuggbilder, bildklipp och silhuetter som visades på Liljevalchs konsthall 1930. Huss är representerad med drygt 800 silhuettklipp vid Nordiska museet i Stockholm.